# 624 (tal)
624 är det naturliga heltal som följer 623 och följs av 625.

## Matematiska egenskaper
- 624 är ett jämnt tal.
- 624 är ett sammansatt tal.
- 624 är ett ymnigt tal.
- 624 är ett defekt tal.
- 624 är ett praktiskt tal.
- 624 är ett Harshadtal.
- 624 är ett Ulamtal.
- 624 är ett Ikositetragontal.

## Inom vetenskapen
- 624 Hektor, en asteroid.